# إيمان شعبان
إيمان الجمال (مواليد 11 يناير 1989) هي مبارزة مصرية، مثّلت مصر في دورتين أولمبيتين؛ بكين 2008 ولندن 2012.

## المشاركة الأولمبية

### بكين 2008
| الرياضِيّة/ات                           | الحدث    | دور الـ64                    | دور الـ32                             | دور الـ16     | ربع النهائي           | نصف النهائي                               | النهائي / م ب                                | النهائي / م ب |
| الرياضِيّة/ات                           | الحدث    | الخصم النتيجة                | الخصم النتيجة                         | الخصم النتيجة | الخصم النتيجة         | الخصم النتيجة                             | الخصم النتيجة                                | الترتيب       |
| ------------------------------------- | -------- | ---------------------------- | ------------------------------------- | ------------- | --------------------- | ----------------------------------------- | -------------------------------------------- | ------------- |
| آية السيد                             | سيف فردي | —                            | بيكوت (فرنسا) · خ 7–15                | لم تتأهل      | لم تتأهل              | لم تتأهل                                  | لم تتأهل                                     | لم تتأهل      |
| إيمان الجمال                          | شيش فردي | أنغاد-غاور (هولندا) · خ 4–13 | لم تتأهل                              | لم تتأهل      | لم تتأهل              | لم تتأهل                                  | لم تتأهل                                     | لم تتأهل      |
| شيماء الجمال                          | شيش فردي | إيمان شعبان (مصر) · ف 15–12  | نام هيون هي (كوريا الجنوبية) · خ 6–15 | لم تتأهل      | لم تتأهل              | لم تتأهل                                  | لم تتأهل                                     | لم تتأهل      |
| إيمان شعبان                           | شيش فردي | شيماء الجمال (مصر) · خ 12–15 | لم تتأهل                              | لم تتأهل      | لم تتأهل              | لم تتأهل                                  | لم تتأهل                                     | لم تتأهل      |
| إيمان الجمال شيماء الجمال إيمان شعبان | شيش فريق | —                            | —                                     | —             | روسيا (RUS) · خ 23–45 | تصنيف نصف النهائي · الصين (CHN) · خ 24–45 | تحديد المركز السابع · بولندا (POL) · خ 14–45 | 8             |

### لندن 2012
| الرياضيّة                                          | الحدث         | دور الـ64                            | دور الـ32                           | دور الـ16                       | ربع النهائي   | نصف النهائي   | النهائي/ م ب  | النهائي/ م ب |
| الرياضيّة                                          | الحدث         | الخصم النتيجة                        | الخصم النتيجة                       | الخصم النتيجة                   | الخصم النتيجة | الخصم النتيجة | الخصم النتيجة | الترتيب      |
| ------------------------------------------------- | ------------- | ------------------------------------ | ----------------------------------- | ------------------------------- | ------------- | ------------- | ------------- | ------------ |
| منى عبد العزيز                                    | فردي سيف      | هسو جي تي (تايبيه الصينية) · خ 10–15 | لم تتأهل                            | لم تتأهل                        | لم تتأهل      | لم تتأهل      | لم تتأهل      | لم تتأهل     |
| إيمان الجمال                                      | فردي شيش      | فيونمايور (فنزويلا) · خ 9–15         | لم تتأهل                            | لم تتأهل                        | لم تتأهل      | لم تتأهل      | لم تتأهل      | لم تتأهل     |
| شيماء الجمل                                       | فردي شيش      | منى شايتو (لبنان) · خ 6–7            | لم تتأهل                            | لم تتأهل                        | لم تتأهل      | لم تتأهل      | لم تتأهل      | لم تتأهل     |
| إيمان شعبان                                       | فردي شيش      | تلقائي                               | غيارت (فرنسا) · خ 2–15              | لم تتأهل                        | لم تتأهل      | لم تتأهل      | لم تتأهل      | لم تتأهل     |
| إيمان الجمال شيماء الجمال إيمان شعبان رنا الحسيني | فريق شيش      | —                                    | —                                   | بريطانيا العظمى (GBR) · خ 34–45 | لم يتأهلن     | لم يتأهلن     | لم يتأهلن     | لم يتأهلن    |
| سلمى زين                                          | فردي سيف عربي | —                                    | ووزنياك (الولايات المتحدة) · خ 6–15 | لم تتأهل                        | لم تتأهل      | لم تتأهل      | لم تتأهل      | لم تتأهل     |

## روابط خارجية
- إيمان شعبان على موقع أوليمبيديا (الإنجليزية)